# Fylotyp
V embryologii odkazuje pojem fylotyp na koncept, podle nějž se v embryogenezi zachovává takzvané fylotypové stadium, během nějž se embrya druhů ze stejného kmene zdají být velmi podobná.
V taxonomii odkazuje pojem fylotyp na pozorované podobnosti, které řadí skupiny organismů podle jejich fenetického vztahu. Tato fenetická podobnost může obzvláště v případě asexuálních organismů odrážet evoluční vztahy. Pojem je nezávislý na taxonomické kategorii, takže je možné zvolit úroveň, na jaké bude fylotyp popsán, například druh, třída, 97% genetická podobnost či homologie. Termín se používá v mikrobiologii, neboť prokaryotní genomy není možné klasifikovat dle linnéovské taxonomie zdaleka tak snadno, jako mnohá eukaryota typu rostlin či živočichů.

## Koncept embryologického fylotypu
Původní myšlenku, tedy že si jsou v určitých stadiích vývoje podobna, je možné vysledovat vysledovat až k Aristotelovi. Ve svém textu O plození živočichů se Aristoteles věnoval množství embryí obratlovců, například kuřat, ryb a hadů, a poznamenal, že rozdíly, které od sebe odlišují jednotlivé druhy, vznikají až v pozdních fázích vývoje.

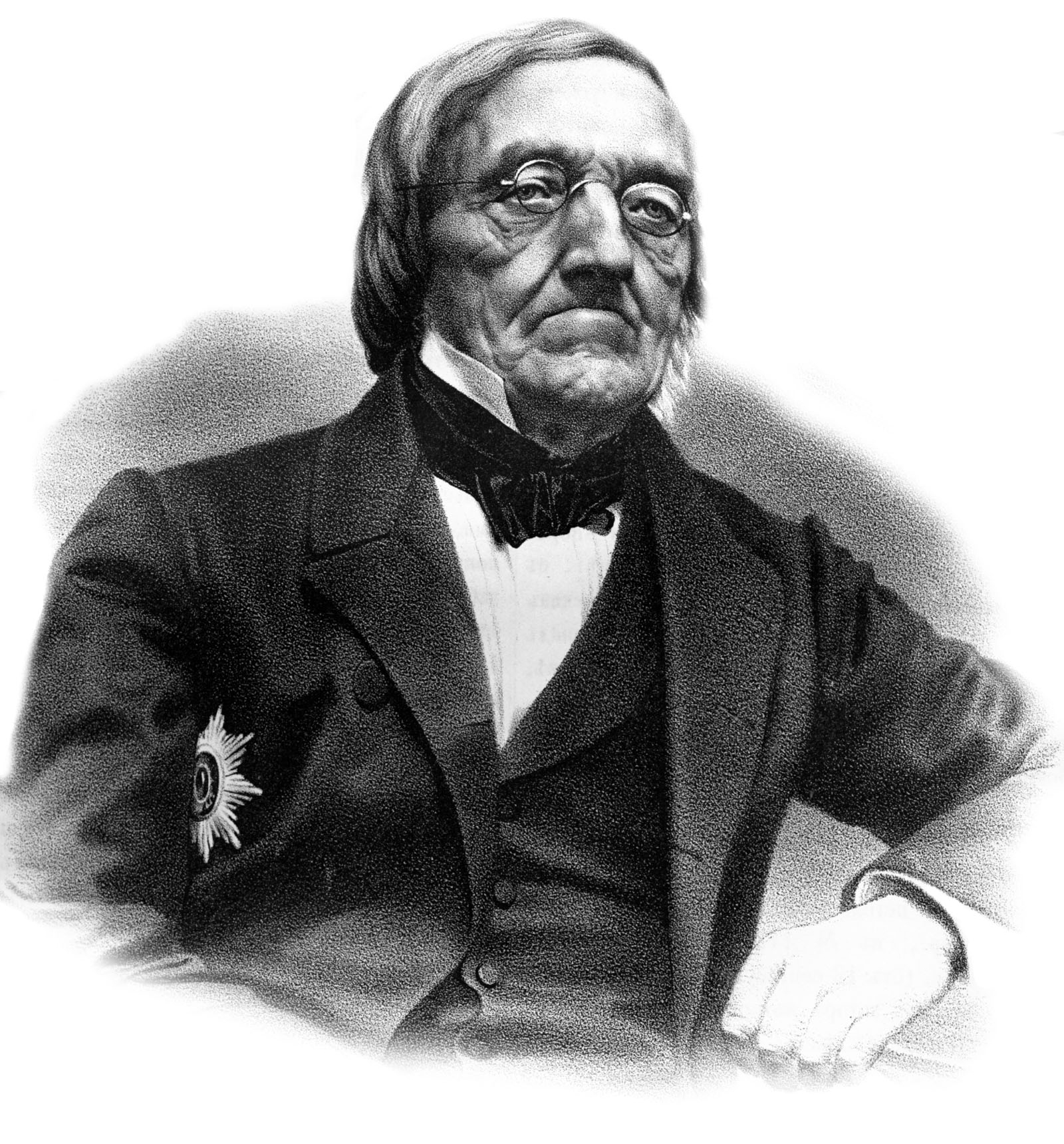
Karl Ernst von Baer, jehož třetí zákon embryologie umožnil vznik myšlenky fylotypového stadia

Karl Ernst von Baer navrhl myšlenku podobnou Aristotelově v jednom ze svých zákonů embryologie uvedených v díle Über Entwickelungsgeschichte der Thiere z roku 1828. Jeho třetí zákon embryologie říká, že se embrya ve svých formách nesbíhají, ale naopak rozbíhají, tedy že juvenilní stadia zvířat jsou sdílená a až později divergují.
V díle Generelle Morphologie der Organismen z roku 1833 se Ernst Haeckel pokusil vysvětlit von Baerovy myšlenky v kontextu vlastní rekapitulační teorie – představy, že každá fáze embryonálního vývoje představuje fázi evolučního vývoje předků daného organismu. Podle Haeckela by se embrya skutečně rozcházela v pozdějších stadiích vývoje a byla by si tedy podobná na začátku, pokud by evoluce fungovala přidáváním nových stadií na konec vývoje. Haeckelova teorie již byla překonána, ačkoli i moderní evoluční a vývojová biologie z některých jeho myšlenek vycházejí právě při dokládání existence fylotypového stadia.

### Modely nálevky a přesýpacích hodin
Von Baerův třetí zákon uvádí, že se divergence mezi druhy zvyšuje s věkem embrya. Tomu se v současnosti říká model nálevky. Později bylo ovšem zjištěno, že se od sebe embrya v raných fázích ontogeneze mohou výrazně odlišovat a že k fázím navzájem podobným docházejí až později (v navrhovaném fylotypovém stadiu). Posléze se od sebe embrya vzhledově opět vzdalují. Tento vývojový vzorec vešel ve známost jako model přesýpacích hodin. Po mnoho let byly modely předmětem kontroverze, neboť vycházely z fyzického srovnávání zárodků živočichů, přičemž vnímání „podobnosti“ je výrazně subjektivní.
K posouzení správnosti obou modelů byly použity molekulární metody. Pokud by fyzické charakteristiky vývojových stadií závisely na genové expresi, pak by identifikace vzorů genové exprese v různých organismech a jejich porovnání umožňovaly určit stadium s nejvyšší mírou podobnosti. Experiment byl proveden s využitím šesti různých druhů octomilek rodu Drosophila. Muší embryogeneze byla v rámci pokusu rozdělena do etap a vzory exprese v jednotlivých fázích byly porovnány napříč zastoupenými druhy. Genové exprese si byly nejpodobnější v prostředních stadiích vývoje, což potvrdilo „úzký pas“ modelu přesýpacích hodin.
Související studie se pokusila odhadnout stáří drosophilích genů a umístit tak jejich vznik do historického vývoje živočichů. Byla identifikována vývojová stadia, v nichž docházelo k expresím genů, a byl spočítán průměrný věk genů té které fáze. Studie ukázala, že jsou geny na začátku i na konci vývoje mladší než geny prostředních fází, které jsou tedy v rámci druhů nejlépe konzervované. Model přesýpacích hodin se tedy zdá být potvrzen.